# I Need to Be in Love
"I Need to Be in Love" là một bài hát do Richard Carpenter, Albert Hammond và John Bettis sáng tác. Ca khúc được phát hành thành đĩa đơn vào ngày 21 tháng 5 năm 1976 và nằm trong album A Kind of Hush phát hành vào ngày 11 tháng 6 cùng năm. Đĩa đơn sử dụng một phiên bản không mở đầu bằng tiếng piano, mà bằng một đoạn thổi sáo do David Shostac thực hiện. Richard cho biết đây là ca khúc mà Karen yêu thích trong tất cả các ca khúc của The Carpenters.
"I Need to Be in Love" xuất hiện ở vị trí thứ 55 trên bảng xếp hạng Billboard Hot 100 trong ấn bản ra ngày 12 tháng 6 năm 1976 và đạt đến vị trí thứ 25 trên bảng xếp hạng này. Ca khúc cũng đạt đến vị trí thứ 36 trên bảng xếp hạng tại Anh Quốc. Vào năm 1995, ca khúc được tái bản dưới dạng đĩa đơn CD tại Nhật Bản sau khi trở thành bài hát chủ đề cho loạt phim chính kịch Miseinen. Cùng với "Top of the World", ca khúc cũng nằm trong mặt A kép của album tuyển tập bán chạy nhất của The Carpenters, 22 Hits of the Carpenters. Sau này, Richard Carpenter đã khẳng định rằng: "[Ca khúc này] trở thành một trong số những đĩa đơn bán chạy nhất của năm 1995, đạt được chứng nhận 4× Bạch kim. Karen chắc sẽ thích nhiều điều trong số đó!" "I Need to Be in Love" cũng là đĩa đơn quán quân thứ 14 của The Carpenters trên bảng xếp hạng Easy Listening.

## Những người thực hiện
- Karen Carpenter - hát chính
- Richard Carpenter - piano, piano điện Fender Rhodes, harpsichord, đàn organ Hammond, soạn nhạc cho dàn nhạc
- Joe Osborn - bass
- Tony Peluso - guitar điện
- Jim Gordon - trống
- Earle Dumler - kèn horn của Anh
- Gayle Levant - hạc cầm
- David Shostac - sáo
- The O.K. Chorale - hát đệm

## Các bản hát lại
- Shirley Bassey thu âm bài hát trong album You Take My Heart Away phát hành năm 1977.
- Ca sĩ bossa nova người Phillipines Sitti thu âm một bản hát lại của bài hát trong album thứ hai của cô, My Bossa Nova.
- Ca sĩ nhạc pop người Pakistan Hadiqa Kiyani hát lại bài hát để tri ân The Carpenters.
- Nữ ca sĩ người Nhật Bản Chihiro Onitsuka hát lại bài hát trong album hát lại Famous Microphone phát hành năm 2012.
- Bộ đôi nghệ sĩ jazz người Hàn Quốc Winterplay hát lại bài hát trong album Touché Mon Amour phát hành năm 2010.
- Vào năm 2016, Dami Im thu âm một phiên bản của bài hát cho album Classic Carpenters.
- Richard Carpenter thu âm một phiên bản hát đơn trên piano/chỉ có giọng hát, biểu diễn trực tiếp trên truyền hình Nhật Bản.[7]

## Xếp hạng và chứng nhận
| Bảng xếp hạng (1976)            | Vị trí cao nhất |
| ------------------------------- | --------------- |
| Hoa Kỳ Billboard Hot 100        | 25              |
| Hoa Kỳ Billboard Easy Listening | 1               |
| Canada RPM Top Singles          | 31              |
| Canada RPM Adult Contemporary   | 1               |
| Ireland                         | 14              |
| Nhật Bản (Oricon)               | 62              |
| Anh Quốc (OCC)                  | 36              |
| Bảng xếp hạng (1995)            | Vị trí cao nhất |
| Nhật Bản (Oricon)               | 5               |

| Quốc gia                                                                           | Chứng nhận | Số đơn vị/doanh số chứng nhận |
| ---------------------------------------------------------------------------------- | ---------- | ----------------------------- |
| Nhật Bản (RIAJ)                                                                    | Vàng       | 100.000                       |
| * Chứng nhận dựa theo doanh số tiêu thụ. ^ Chứng nhận dựa theo doanh số nhập hàng. |            |                               |